# Palmarès et statistiques de Gustavo Kuerten
Cet article traite des différents résultats (palmarès et statistiques) obtenus par Gustavo Kuerten, joueur Brésilien de tennis, au 25 mai 2008 inclus.

## Palmarès en simple
| Tournois                     | 1995  | 1996  | 1997         | 1998         | 1999         | 2000  | 2001         | 2002         | 2003         | 2004  | 2005         | 2006         | 2007         | 2008  | Ratio TP | V-D en carrière | % Victoire |
| ---------------------------- | ----- | ----- | ------------ | ------------ | ------------ | ----- | ------------ | ------------ | ------------ | ----- | ------------ | ------------ | ------------ | ----- | -------- | --------------- | ---------- |
| Grands Chelems               |       |       |              |              |              |       |              |              |              |       |              |              |              |       |          |                 |            |
| Open d'Australie             | NQ    | NQ    | 2T           | 2T           | 2T           | 1T    | 2T           | 1T           | 2T           | 3T    | A            | NQ           | NQ           | NQ    | 0 / 8    | 7-8             | 47 %       |
| Roland-Garros                | NQ    | 1T    | V            | 2T           | QF           | V     | V            | HF           | HF           | QF    | 1T           | A            | A            | 1T    | 3 / 11   | 37-8            | 82 %       |
| Wimbledon                    | NQ    | NQ    | 1T           | 1T           | QF           | 3T    | A            | A            | 2T           | A     | NQ           | NQ           | NQ           | NQ    | 0 / 5    | 7-5             | 58 %       |
| US Open                      | NQ    | NQ    | 3T           | 2T           | QF           | 1T    | QF           | HF           | 1T           | 1T    | 2T           | NQ           | NQ           | NQ    | 0 / 9    | 15-9            | 62,5 %     |
| Ratio TP                     | 0 / 0 | 0 / 1 | 1 / 4        | 0 / 4        | 0 / 4        | 1 / 4 | 1 / 3        | 0 / 3        | 0 / 4        | 0 / 3 | 0 / 2        | 0 / 0        | 0 / 0        | 0 / 1 | 3 / 33   |                 |            |
| Ratio VD                     | 0-0   | 0-1   | 10-3         | 3-4          | 13-4         | 9-3   | 12-2         | 6-3          | 5-4          | 6-3   | 1-2          | 0-0          | 0-0          | 0-1   |          | 65-30           | 68 %       |
| Masters                      |       |       |              |              |              |       |              |              |              |       |              |              |              |       |          |                 |            |
| Tennis Masters Cup           | NQ    | NQ    | NQ           | NQ           | RR           | V     | RR           | NQ           | NQ           | NQ    | NQ           | NQ           | NQ           | NQ    | 1 / 3    | 5-6             | 45 %       |
| Représentation Nationale     |       |       |              |              |              |       |              |              |              |       |              |              |              |       |          |                 |            |
| Jeux olympiques              |       | NQ    | Non organisé | Non organisé | Non organisé | QF    | Non organisé | Non organisé | Non organisé | 1T    | Non organisé | Non organisé | Non organisé | NQ    | 0 / 2    | 3-2             | 60 %       |
| Coupe Davis                  | NQ    | NQ    | 1T           | 1T           | QF           | DF    | QF           | A            | 1T           | A     | A            | NQ           | NQ           | NQ    | 0 / 6    | 16-12           | 57 %       |
| Super 9 / ATP Masters Series |       |       |              |              |              |       |              |              |              |       |              |              |              |       |          |                 |            |
| Indian Wells                 | NQ    | NQ    | HF           | 1T           | DF           | 2T    | HF           | A            | F            | 2T    | NQ           | NQ           | 1T           | NQ    | 0 / 9    | 14-8            | 64 %       |
| Key Biscayne                 | NQ    | NQ    | 3T           | QF           | 2T           | F     | 3T           | A            | 2T           | 2T    | NQ           | NQ           | 1T           | 1T    | 0 / 9    | 14-9            | 61 %       |
| Monte Carlo                  | NQ    | NQ    | 1T           | HF           | V            | 1T    | V            | A            | 2T           | 1T    | 1T           | NQ           | NQ           | 1T    | 2 / 9    | 14-7            | 67 %       |
| Rome                         | NQ    | NQ    | NQ           | DF           | V            | F     | F            | 2T           | 1T           | A     | 1T           | NQ           | NQ           | NQ    | 1 / 7    | 21-6            | 78 %       |
| Hamburg                      | NQ    | NQ    | 1T           | QF           | QF           | V     | 1T           | QF           | HF           | A     | 2T           | NQ           | NQ           | NQ    | 1 / 8    | 16-7            | 70 %       |
| Toronto / Montreal           | NQ    | NQ    | F            | 1T           | A            | 2T    | HF           | 1T           | 1T           | 2T    | NQ           | NQ           | NQ           | NQ    | 0 / 7    | 9-7             | 56 %       |
| Cincinnati                   | NQ    | NQ    | QF           | A            | QF           | DF    | V            | 1T           | 1T           | 2T    | NQ           | NQ           | NQ           | NQ    | 1 / 8    | 16-6            | 73 %       |
| Stuttgart                    | NQ    | NQ    | HF           | A            | HF           | HF    | 2T           | 1T           | 2T           | NQ    | NQ           | NQ           | NQ           | NQ    | 0 / 6    | 4-6             | 40 %       |
| Paris                        | NQ    | NQ    | 2T           | A            | 2T           | DF    | HF           | 2T           | HF           | NQ    | NQ           | NQ           | NQ           | NQ    | 0 / 6    | 6-6             | 50 %       |
| Total Masters Series VD      |       |       |              |              |              |       |              |              |              |       |              |              |              |       | 5 / 69   | 114-62          | 65 %       |
| Statistiques                 |       |       |              |              |              |       |              |              |              |       |              |              |              |       |          |                 |            |
| Années                       | 1995  | 1996  | 1997         | 1998         | 1999         | 2000  | 2001         | 2002         | 2003         | 2004  | 2005         | 2006         | 2007         | 2008  | Carrière | Carrière        | % V        |
| Tournois ATP joués           | 0     | 10    | 23           | 26           | 24           | 22    | 21           | 15           | 21           | 13    | 9            | 1            | 5            | 4     | 194      | 194             |            |
| Tournois ATP gagnés          | 0     | 0     | 1            | 2            | 2            | 5     | 6            | 1            | 2            | 1     | 0            | 0            | 0            | 0     | 20       | 20              |            |
| Finales ATP disputées        | 0     | 0     | 3            | 2            | 2            | 7     | 8            | 2            | 3            | 2     | 0            | 0            | 0            | 0     | 29       | 29              |            |
| Dur                          | 0-0   | 1-1   | 17-8         | 10-8         | 18-10        | 19-9  | 23-7         | 5-5          | 15-8         | 8-7   | 1-1          | 0-0          | 1-4          | 0-1   | 118-69   | 118-69          | 63 %       |
| Gazon                        | 0-0   | 0-0   | 0-2          | 0-2          | 4-1          | 2-1   | 0-0          | 0-0          | 1-1          | 0-0   | 0-0          | 0-0          | 0-0          | 0-0   | 7-7      | 7-7             | 50 %       |
| Synthétique                  | 0-0   | 2-2   | 5-5          | 4-2          | 4-6          | 10-4  | 1-7          | 4-3          | 7-2          | 0-0   | 0-0          | 0-0          | 0-0          | 0-0   | 37-31    | 37-31           | 54 %       |
| Terre battue                 | 0-0   | 5-7   | 14-8         | 23-12        | 21-6         | 27-4  | 33-3         | 15-6         | 17-8         | 15-5  | 2-8          | 0-1          | 1-3          | 0-3   | 173-74   | 173-74          | 70 %       |
| Ratio VD                     | 0-0   | 8-10  | 36-23        | 37-24        | 47-23        | 58-18 | 57-27        | 24-14        | 40-19        | 23-12 | 3-9          | 0-1          | 2-7          | 0-4   | 335-191  | 335-191         |            |
| Victoire (%)                 | 0 %   | 44 %  | 61 %         | 60 %         | 67 %         | 76 %  | 68 %         | 63 %         | 68 %         | 66 %  | 25 %         | 0 %          | 22 %         | 0 %   |          |                 | 63,69 %    |
| Classement fin d'année       | 188   | 88    | 14           | 23           | 5            | 1     | 2            | 37           | 16           | 40    | 291          | 1078         | 680          | 1150  |          |                 |            |

A - absent ou forfait du tournoi.

1T, 2T, 3T - premier, deuxième et troisième tour; HF - huitièmes de finale; QF - quarts de finale; DF - demi-finale; F - finale; V - vainqueur.

NQ - Non qualifié au tournoi.

### Titres (20)
| 20 titres en simple | 3 G. Chelem | 3 G. Chelem | 3 G. Chelem | 3 G. Chelem | 1 Masters | 1 Masters | 1 Masters   | 1 Masters   | 5 Masters 1000 | 5 Masters 1000 | 5 Masters 1000 | 5 Masters 1000 | 4 ATP 500           | 4 ATP 500           | 4 ATP 500           | 4 ATP 500           | 7 ATP 250           | 7 ATP 250           | 7 ATP 250      | 7 ATP 250      | 0 JO           | 0 JO           | 0 JO           | 0 JO           |
| 20 titres en simple | 6 sur dur   | 6 sur dur   | 6 sur dur   | 6 sur dur   | 6 sur dur | 6 sur dur | 0 sur gazon | 0 sur gazon | 0 sur gazon    | 0 sur gazon    | 0 sur gazon    | 0 sur gazon    | 14 sur terre battue | 14 sur terre battue | 14 sur terre battue | 14 sur terre battue | 14 sur terre battue | 14 sur terre battue | 0 sur moquette | 0 sur moquette | 0 sur moquette | 0 sur moquette | 0 sur moquette | 0 sur moquette |

| No | Date       | Nom et lieu du tournoi                           | Catégorie      | Dotation    | Surface      | Finaliste       | Score                    |          |
| -- | ---------- | ------------------------------------------------ | -------------- | ----------- | ------------ | --------------- | ------------------------ | -------- |
| 1  | 26-05-1997 | Roland-Garros, Paris                             | G. Chelem      | NC $        | Terre (ext.) | Sergi Bruguera  | 6-3, 6-4, 6-2            | Parcours |
| 2  | 20-07-1998 | MercedesCup, Stuttgart                           | Series Gold    | 915 000 $   | Terre (ext.) | Karol Kučera    | 4-6, 6-2, 6-4            | Parcours |
| 3  | 28-09-1998 | Mallorca Open, Palma de Majorque                 | Int' Series    | 425 000 $   | Terre (ext.) | Carlos Moyà     | 65-7, 6-2, 6-3           | Parcours |
| 4  | 19-04-1999 | Monte-Carlo Open, Monte-Carlo                    | Super 9        | 2 200 000 $ | Terre (ext.) | Marcelo Ríos    | 6-4, 2-1, ab.            | Parcours |
| 5  | 10-05-1999 | Italian Open, Rome                               | Super 9        | 2 200 000 $ | Terre (ext.) | Patrick Rafter  | 6-4, 7-5, 7-6            | Parcours |
| 6  | 28-02-2000 | Chevrolet Cup, Santiago                          | Int' Series    | 350 000 $   | Terre (ext.) | Mariano Puerta  | 7-63, 6-3                | Parcours |
| 7  | 15-05-2000 | German International Championships, Hambourg     | Masters Series | 2 450 000 $ | Terre (ext.) | Marat Safin     | 6-4, 5-7, 6-4, 5-7, 7-63 | Parcours |
| 8  | 29-05-2000 | Roland-Garros, Paris                             | G. Chelem      | NC $        | Terre (ext.) | Magnus Norman   | 6-2, 6-3, 2-6, 7-6       | Parcours |
| 9  | 14-08-2000 | RCA Championships, Indianapolis                  | Series Gold    | 700 000 $   | Dur (ext.)   | Marat Safin     | 3-6, 7-62, 7-62          | Parcours |
| 10 | 27-11-2000 | Tennis Masters Cup, Lisbonne                     | Masters        | 3 700 000 $ | Dur (int.)   | Andre Agassi    | 6-4, 6-4, 6-4            | Parcours |
| 11 | 19-02-2001 | Copa AT&T, Buenos Aires                          | Int' Series    | 600 000 $   | Terre (ext.) | José Acasuso    | 6-1, 6-3                 | Parcours |
| 12 | 26-02-2001 | Abierto Mexicano Pegaso, Acapulco                | Series Gold    | 700 000 $   | Terre (ext.) | Galo Blanco     | 6-4, 6-2                 | Parcours |
| 13 | 16-04-2001 | Tennis Masters Series - Monte-Carlo, Monte-Carlo | Masters Series | 2 450 000 $ | Terre (ext.) | Hicham Arazi    | 6-3, 6-2, 6-4            | Parcours |
| 14 | 28-05-2001 | Roland-Garros, Paris                             | G. Chelem      | 4 700 806 $ | Terre (ext.) | Àlex Corretja   | 6-7, 7-5, 6-2, 6-0       | Parcours |
| 15 | 16-07-2001 | MercedesCup, Stuttgart                           | Series Gold    | 700 000 $   | Terre (ext.) | Guillermo Cañas | 6-3, 6-2, 6-4            | Parcours |
| 16 | 06-08-2001 | Tennis Masters Series Cincinnati, Cincinnati     | Masters Series | 2 450 000 $ | Dur (ext.)   | Patrick Rafter  | 6-1, 6-3                 | Parcours |
| 17 | 09-09-2002 | Brasil Open, Costa do Sauípe                     | Int' Series    | 546 000 $   | Dur (ext.)   | Guillermo Coria | 64-7, 7-5, 7-62          | Parcours |
| 18 | 06-01-2003 | Heineken Open, Auckland                          | Int' Series    | 322 000 $   | Dur (ext.)   | Dominik Hrbatý  | 6-3, 7-5                 | Parcours |
| 19 | 20-10-2003 | St. Petersburg Open, Saint-Pétersbourg           | Int' Series    | 975 000 $   | Dur (int.)   | Sargis Sargsian | 6-4, 6-3                 | Parcours |
| 20 | 23-02-2004 | Brasil Open, Costa do Sauípe                     | Int' Series    | 355 000 $   | Terre (ext.) | Agustín Calleri | 3-6, 6-2, 6-3            | Parcours |

### Finales perdues (9)
| No | Date       | Nom et lieu du tournoi                    | Catégorie      | Dotation    | Surface         | Vainqueur           | Score                   |          |
| -- | ---------- | ----------------------------------------- | -------------- | ----------- | --------------- | ------------------- | ----------------------- | -------- |
| 1  | 09-06-1997 | Internazionali di Tennis Carisbo, Bologne | World Series   | 303 000 $   | Terre (ext.)    | Félix Mantilla      | 4-6, 6-2, 6-1           |          |
| 2  | 28-07-1997 | du Maurier Open, Montréal                 | Super 9        | 2 050 000 $ | Dur (ext.)      | Chris Woodruff      | 7-5, 4-6, 6-3           |          |
| 3  | 20-03-2000 | Ericsson Championships, Miami             | Masters Series | 2 700 000 $ | Dur (ext.)      | Pete Sampras        | 6-1, 6-7, 7-6, 7-6      | Parcours |
| 4  | 08-05-2000 | Italian Open, Rome                        | Masters Series | 2 450 000 $ | Terre (ext.)    | Magnus Norman       | 6-3, 4-6, 6-4, 6-4      | Parcours |
| 5  | 07-05-2001 | Tennis Masters Roma, Rome                 | Masters Series | 2 450 000 $ | Terre (ext.)    | Juan Carlos Ferrero | 3-6, 6-1, 2-6, 6-4, 6-2 | Parcours |
| 6  | 13-08-2001 | RCA Championships, Indianapolis           | Series Gold    | 700 000 $   | Dur (ext.)      | Patrick Rafter      | 4-2, ab.                | Parcours |
| 7  | 07-10-2002 | Grand Prix de tennis de Lyon, Lyon        | Int' Series    | 736 000 $   | Moquette (int.) | Paul-Henri Mathieu  | 4-6, 6-3, 6-1           | Parcours |
| 8  | 10-03-2003 | Pacific Life Open, Indian Wells           | Masters Series | 2 200 000 $ | Dur (ext.)      | Lleyton Hewitt      | 6-1, 6-1                | Parcours |
| 9  | 09-02-2004 | BellSouth Open by Rosen, Viña del Mar     | Int' Series    | 308 000 $   | Terre (ext.)    | Fernando González   | 7-5, 6-4                | Parcours |

## Palmarès en double

### Titres (8)
| 9 titres en simple | 0 G. Chelem | 0 G. Chelem | 0 G. Chelem | 0 G. Chelem | 0 Masters | 0 Masters | 0 Masters   | 0 Masters   | 0 Masters 1000 | 0 Masters 1000 | 0 Masters 1000 | 0 Masters 1000 | 2 ATP 500          | 2 ATP 500          | 2 ATP 500          | 2 ATP 500          | 7 ATP 250          | 7 ATP 250          | 7 ATP 250      | 7 ATP 250      | 0 JO           | 0 JO           | 0 JO           | 0 JO           |
| 9 titres en simple | 1 sur dur   | 1 sur dur   | 1 sur dur   | 1 sur dur   | 1 sur dur | 1 sur dur | 0 sur gazon | 0 sur gazon | 0 sur gazon    | 0 sur gazon    | 0 sur gazon    | 0 sur gazon    | 7 sur terre battue | 7 sur terre battue | 7 sur terre battue | 7 sur terre battue | 7 sur terre battue | 7 sur terre battue | 0 sur moquette | 0 sur moquette | 0 sur moquette | 0 sur moquette | 0 sur moquette | 0 sur moquette |

| No | Date       | Nom et lieu du tournoi                   | Catégorie           | Dotation  | Surface      | Partenaire        | Finalistes                       | Score     |          |
| -- | ---------- | ---------------------------------------- | ------------------- | --------- | ------------ | ----------------- | -------------------------------- | --------- | -------- |
| 1  | 04-11-1996 | Hellmann's Cup Santiago                  | World Series        | 203 000 $ | Terre (ext.) | Fernando Meligeni | Dinu Pescariu Albert Portas      | 6-4, 6-2  |          |
| 2  | 07-04-1997 | Estoril Open Estoril                     | World Series        | 600 000 $ | Terre (ext.) | Fernando Meligeni | Andrea Gaudenzi Filippo Messori  | 6-2, 6-2  |          |
| 3  | 09-06-1997 | Internazionali di Tennis Carisbo Bologne | World Series        | 303 000 $ | Terre (ext.) | Fernando Meligeni | Dave Randall Jack Waite          | 6-2, 7-5  |          |
| 4  | 14-07-1997 | MercedesCup Stuttgart                    | Championship Series | 915 000 $ | Terre (ext.) | Fernando Meligeni | Donald Johnson Francisco Montana | 6-4, 6-4  |          |
| 5  | 06-07-1998 | Suisse Open Gstaad                       | Int' Series         | 525 000 $ | Terre (ext.) | Fernando Meligeni | Daniel Orsanic Cyril Suk         | 6-4, 7-5  | Parcours |
| 6  | 04-01-1999 | AAPT Championships Adélaïde              | Int' Series         | 325 000 $ | Dur (ext.)   | Nicolás Lapentti  | Jim Courier Patrick Galbraith    | 6-4, 6-4  | Parcours |
| 7  | 28-02-2000 | Chevrolet Cup Santiago                   | Int' Series         | 350 000 $ | Terre (ext.) | Antonio Prieto    | Lan Bale Piet Norval             | 6-2, 6-4  | Parcours |
| 8  | 26-02-2001 | Abierto Mexicano Pegaso Acapulco         | Series Gold         | 700 000 $ | Terre (ext.) | Donald Johnson    | David Adams Martín García        | 6-3, 7-65 | Parcours |

### Finales perdues (2)
| No | Date       | Nom et lieu du tournoi      | Catégorie      | Dotation    | Surface         | Vainqueurs                     | Partenaire     | Score     |          |
| -- | ---------- | --------------------------- | -------------- | ----------- | --------------- | ------------------------------ | -------------- | --------- | -------- |
| 1  | 09-09-2002 | Brasil Open Costa do Sauípe | Int' Series    | 546 000 $   | Dur (ext.)      | Scott Humphries Mark Merklein  | André Sá       | 6-3, 7-61 | Parcours |
| 2  | 28-10-2002 | BNP Paribas Masters Paris   | Masters Series | 2 328 000 $ | Moquette (int.) | Nicolas Escudé Fabrice Santoro | Cédric Pioline | 6-3, 6-3  | Parcours |

## Résultats dans les compétitions principales

### En Grand Chelem

#### En simple
| Année | Open d'Australie | Open d'Australie | Internationaux de France | Internationaux de France | Wimbledon       | Wimbledon      | US Open         | US Open       |
| ----- | ---------------- | ---------------- | ------------------------ | ------------------------ | --------------- | -------------- | --------------- | ------------- |
| 1996  | —                | —                | 1er tour (1/64)          | W. Ferreira              | —               | —              | —               | —             |
| 1997  | 2e tour (1/32)   | N. Godwin        | Victoire                 | S. Bruguera              | 1er tour (1/64) | J. Gimelstob   | 3e tour (1/16)  | J. Björkman   |
| 1998  | 2e tour (1/32)   | N. Escudé        | 2e tour (1/32)           | M. Safin                 | 1er tour (1/64) | J. Stoltenberg | 2e tour (1/32)  | D. Nainkin    |
| 1999  | 2e tour (1/32)   | M. Safin         | 1/4 de finale            | A. Medvedev              | 1/4 de finale   | A. Agassi      | 1/4 de finale   | C. Pioline    |
| 2000  | 1er tour (1/64)  | A. Portas        | Victoire                 | M. Norman                | 3e tour (1/16)  | A. Popp        | 1er tour (1/64) | W. Arthurs    |
| 2001  | 2e tour (1/32)   | G. Rusedski      | Victoire                 | À. Corretja              | —               | —              | 1/4 de finale   | I. Kafelnikov |
| 2002  | 1er tour (1/64)  | J. Boutter       | 1/8 de finale            | A. Costa                 | —               | —              | 1/8 de finale   | S. Schalken   |
| 2003  | 2e tour (1/32)   | R. Štěpánek      | 1/8 de finale            | T. Robredo               | 2e tour (1/32)  | T. Martin      | 1er tour (1/64) | D. Toursounov |
| 2004  | 3e tour (1/16)   | P. Srichaphan    | 1/4 de finale            | D. Nalbandian            | —               | —              | 1er tour (1/64) | K. Pless      |
| 2005  | —                | —                | 1er tour (1/64)          | D. Sánchez               | —               | —              | 2e tour (1/32)  | T. Robredo    |
| 2006  | —                | —                | —                        | —                        | —               | —              | —               | —             |
| 2007  | —                | —                | —                        | —                        | —               | —              | —               | —             |
| 2008  | —                | —                | 1er tour (1/64)          | P.-H. Mathieu            | —               | —              | —               | —             |

N.B. : à droite du résultat se trouve le nom de l'ultime adversaire.

#### En double
| Année | Open d'Australie            | Open d'Australie           | Internationaux de France    | Internationaux de France | Wimbledon                 | Wimbledon               | US Open                       | US Open               |
| ----- | --------------------------- | -------------------------- | --------------------------- | ------------------------ | ------------------------- | ----------------------- | ----------------------------- | --------------------- |
| 1997  | 1er tour (1/32) F. Meligeni | M.-K. Goellner D. Prinosil | 2e tour (1/16) F. Meligeni  | R. Leach J. Stark        | —                         | —                       | 1er tour (1/32) F. Meligeni   | D. Adams W. Ferreira  |
| 1998  | 2e tour (1/16) M. Sell      | E. Ferreira R. Leach       | 1/4 de finale F. Meligeni   | J. Björkman P. Rafter    | —                         | —                       | —                             | —                     |
| 1999  | 1/4 de finale N. Lapentti   | J. Björkman P. Rafter      | 2e tour (1/16) N. Lapentti  | N. Kulti M. Tillström    | 1er tour (1/32) J. Oncins | I. Kafelnikov M. Mirnyi | —                             | —                     |
| 2000  | —                           | —                          | —                           | —                        | 1er tour (1/32) D. Hrbatý | D. Johnson P. Norval    | —                             | —                     |
| 2001  | 1er tour (1/32) A. Prieto   | I. Ljubičić J. Waite       | —                           | —                        | —                         | —                       | —                             | —                     |
| 2002  | —                           | —                          | —                           | —                        | —                         | —                       | —                             | —                     |
| 2003  | —                           | —                          | —                           | —                        | —                         | —                       | 1er tour (1/32) J. van Lottum | J. Knowle M. Kohlmann |
| 2004  | —                           | —                          | —                           | —                        | —                         | —                       | 1er tour (1/32) A. Sá         | M. Knowles D. Nestor  |
| 2005  | —                           | —                          | —                           | —                        | —                         | —                       | —                             | —                     |
| 2006  | —                           | —                          | —                           | —                        | —                         | —                       | —                             | —                     |
| 2007  | —                           | —                          | —                           | —                        | —                         | —                       | 1er tour (1/32) R. Ginepri    | M. Melo A. Sá         |
| 2008  | —                           | —                          | 1er tour (1/32) S. Grosjean | F. Mergea H. Tecău       | —                         | —                       | —                             | —                     |

N.B. : le nom du ou de la partenaire se trouve sous le résultat ; le nom des ultimes adversaires se trouve à droite.

#### Victoires: (3)
| Année | Tournoi       | Adversaire en finale | Score               |
| 1997  | Roland-Garros | Sergi Bruguera       | 6-3, 6-4, 6-2       |
| 2000  | Roland-Garros | Magnus Norman        | 6-2, 6-3, 2-6, 7-66 |
| 2001  | Roland-Garros | Àlex Corretja        | 6-73, 7-5, 6-2, 6-0 |

### Aux Masters
Gustavo Kuerten a disputé trois Masters Cup de 1999 à 2001.
Il réalise sa meilleure performance lors de l'édition 2000 en remportant la compétition après avoir dominé Pete Sampras et Andre Agassi, ce qui constitue une première sur un même tournoi. Il conquiert à l'issue de cette victoire la première place mondiale.
| Année | Lieu     | Résultat    | Tour                  | Adversaires                                                              | Victoire / Défaite       | Scores                                                       |
| ----- | -------- | ----------- | --------------------- | ------------------------------------------------------------------------ | ------------------------ | ------------------------------------------------------------ |
| 1999  | Hanovre  | Round Robin | RR                    | Pete Sampras Nicolás Lapentti Andre Agassi                               | Défaite Victoire Défaite | 3-6, 2-6 6-1, 6-2 4-6, 5-7                                   |
| 2000  | Lisbonne | Victoire    | Finale Demi-finale RR | Andre Agassi Pete Sampras Ievgueni Kafelnikov Magnus Norman Andre Agassi | Victoire Défaite         | 6-4, 6-4, 6-4 65-7, 6-3, 6-4 6-3, 6-4 7-5, 6-3 6-4, 4-6, 2-6 |
| 2001  | Sydney   | Round Robin | RR                    | Ievgueni Kafelnikov Juan Carlos Ferrero Goran Ivanišević                 | Défaite                  | 2-6, 6-4, 3-6 63-7, 2-6 2-6, 7-62, 4-6                       |

### Dans les Masters 1000
Gustavo Kuerten a remporté cinq Masters 1000 au cours de sa carrière sur deux surfaces de jeu différentes (quatre sur terre battue et un sur dur).
En véritable spécialiste, il fait partie au même titre que Ivan Lendl, Marcelo Ríos, Rafael Nadal et Novak Djokovic des joueurs qui ont remporté les trois Masters 1000 sur terre battue.
Il devient en 2003 le premier joueur non américain à atteindre la finale des quatre Masters 1000 nord-américains sur dur. Il sera rejoint ensuite par Roger Federer, Rafael Nadal, Andy Murray et Novak Djokovic.
Finaliste de sept Masters 1000 sur neuf, Kuerten se situe au niveau du Britannique Andy Murray et des Américains Pete Sampras et Andre Agassi. Seuls Nadal, Djokovic et Federer ont fait mieux en disputant la finale des neuf Masters 1000.
Kuerten considère sa victoire au Masters Series de Cincinnati en 2001 comme la plus difficile de sa carrière. Au cours de ce tournoi, il ne domine que des joueurs classés dans les vingt-cinq meilleurs mondiaux dont deux anciens (Patrick Rafter et Ievgueni Kafelnikov) et un futur (Andy Roddick) no 1 au classement ATP.
| Année | Indian Wells                | Miami                   | Monte-Carlo              | Rome                 | Hambourg                  | Canada                   | Cincinnati              | Stuttgart puis Madrid     | Paris                       |
| ----- | --------------------------- | ----------------------- | ------------------------ | -------------------- | ------------------------- | ------------------------ | ----------------------- | ------------------------- | --------------------------- |
| 1997  | 1/8 de finale B. Black      | 3e tour H. Dreekmann    | 1er tour S. Doseděl      | —                    | 1er tour R. Fromberg      | Finale C. Woodruff       | 1/4 de finale M. Chang  | 1/8 de finale T. Martin   | 2e tour N. Escudé           |
| 1998  | 1er tour N. Kiefer          | 1/4 de finale T. Henman | 1/8 de finale C. Pioline | 1/2 finale M. Ríos   | 1/4 de finale À. Corretja | 1er tour A. O'Brien      | —                       | —                         | —                           |
| 1999  | 1/2 finale C. Moyà          | 2e tour S. Grosjean     | Victoire M. Ríos         | Victoire P. Rafter   | 1/4 de finale C. Moyà     | —                        | 1/4 de finale A. Agassi | 1/8 de finale T. Enqvist  | 2e tour M. Safin            |
| 2000  | 2e tour T. Haas             | Finale P. Sampras       | 1er tour K. Kučera       | Finale M. Norman     | Victoire M. Safin         | 2e tour S. Lareau        | 1/2 finale T. Henman    | 1/8 de finale S. Grosjean | 1/2 finale M. Philippoussis |
| 2001  | 1/8 de finale J.-M. Gambill | 3e tour T. Johansson    | Victoire H. Arazi        | Finale J. C. Ferrero | 1er tour M. Mirnyi        | 1/8 de finale A. Roddick | Victoire P. Rafter      | 2e tour M. Mirnyi         | 1/8 de finale S. Schalken   |
| 2002  | —                           | —                       | —                        | 2e tour A. Montañés  | 1/4 de finale R. Federer  | 1er tour A. Pavel        | 1er tour T. Henman      | 1er tour P. Srichaphan    | 1er tour R. Štěpánek        |
| 2003  | Finale L. Hewitt            | 2e tour T. Enqvist      | 2e tour M. Norman        | 1er tour G. Gaudio   | 1/8 de finale W. Ferreira | 1er tour S. Larose       | 1er tour M. Zabaleta    | 2e tour N. Massú          | 1/8 de finale T. Henman     |
| 2004  | 2e tour T. Dent             | 2e tour J. Mónaco       | 1er tour R. Schüttler    | —                    | —                         | 1/8 de finale J. Hernych | 2e tour L. Hewitt       | —                         | —                           |
| 2005  | —                           | —                       | 1er tour M. Ančić        | 1er tour T. Henman   | 2e tour T. Robredo        | —                        | —                       | —                         | —                           |
| 2006  | —                           | —                       | —                        | —                    | —                         | —                        | —                       | —                         | —                           |
| 2007  | 1er tour J. M. del Potro    | 1er tour R. Sluiter     | —                        | —                    | —                         | —                        | —                       | —                         | —                           |
| 2008  | —                           | 1er tour S. Grosjean    | 1er tour I. Ljubičić     | —                    | —                         | —                        | —                       | —                         | —                           |

N.B. : sous le résultat se trouve le nom de l’ultime adversaire.

### En Coupe Davis
Gustavo Kuerten a disputé 23 rencontres de Coupe Davis entre 1996 et 2007 au sein de l'équipe du Brésil. Véritable pilier de son équipe, il a remporté 34 victoires (simple et double comprises) pour 18 défaites et a contribué aux bons parcours du Brésil entre 1999 et 2001.
Lors de l'année 1999, il réalise son plus important fait d'arme en Coupe Davis en éliminant quasiment à lui tout seul l'équipe d'Espagne sur la terre battue de Lérida, une rencontre au cours de laquelle il remporte ses deux simples contre les no 2 et no 7 mondiaux Carlos Moyà et Àlex Corretja ainsi que le double aux côtés de Jaime Oncins. Un an plus tard, Kuerten atteint avec le Brésil la demi-finale pour la première fois depuis 1992 mais est dominé sèchement sur le gazon de Brisbane par l'Australie. Une nouvelle défaite la saison suivante à nouveau contre l'Australie sur la terre battue de Florianópolis où Kuerten est dominé nettement par Lleyton Hewitt marque la fin du Brésil compétitif dans le groupe mondial.
Kuerten continue à jouer pour le Brésil par la suite mais lui et ses coéquipiers n'ont plus la chance d'intégrer l'élite.
| no                                                                                   | Date       | Lieu                   | Surface         | Gagnant(s)                       | Perdant(s)                     | Score                        |          |
| ------------------------------------------------------------------------------------ | ---------- | ---------------------- | --------------- | -------------------------------- | ------------------------------ | ---------------------------- | -------- |
|                                                                                      |            |                        |                 |                                  |                                |                              |          |
| 1996 – 1/2 finale (groupe Sud-Américain) – Chili - Brésil – 2 : 3                    |            |                        |                 |                                  |                                |                              |          |
| 1                                                                                    | 09-02-1996 | Santiago               | Terre ((ext))   | Jaime Oncins Gustavo Kuerten     | Marcelo Rebolledo Marcelo Ríos | 7-5, 6-3, 4-6, 6-2           |          |
|                                                                                      |            |                        |                 |                                  |                                |                              |          |
| 1996 – Finale (groupe Sud-Américain) – Brésil - Venezuela – 4 : 1                    |            |                        |                 |                                  |                                |                              |          |
| 2                                                                                    | 05-04-1996 | Santos                 | Terre (ext.)    | Gustavo Kuerten                  | Nicolás Pereira                | 6-2, 6-72, 6-1, 6-2          |          |
| 2                                                                                    | 05-04-1996 | Santos                 | Terre (ext.)    | Gustavo Kuerten                  | Jimy Szymanski                 | 6-2, 6-76, 6-0               |          |
|                                                                                      |            |                        |                 |                                  |                                |                              |          |
| 1996 – Barrage (groupe mondial) – Brésil - Autriche – 4 : 1                          |            |                        |                 |                                  |                                |                              |          |
| 3                                                                                    | 20-09-1996 | São Paulo              | Terre (ext.)    | Gustavo Kuerten                  | Markus Hipfl                   | 4-6, 3-6, 7-60, 7-65, 6-1    |          |
| 3                                                                                    | 20-09-1996 | São Paulo              | Terre (ext.)    | Jaime Oncins Gustavo Kuerten     | Thomas Muster Udo Plamberger   | 7-62, 4-6, 6-3, 3-6, 2-0(wo) |          |
| 3                                                                                    | 20-09-1996 | São Paulo              | Terre (ext.)    | Gustavo Kuerten                  | Udo Plamberger                 | WO                           |          |
|                                                                                      |            |                        |                 |                                  |                                |                              |          |
| 1997 – premier tour (groupe mondial) – Brésil - États-Unis – 1 : 4                   |            |                        |                 |                                  |                                |                              |          |
| 4                                                                                    | 07-02-1997 | Ribeirão Preto         | Terre (ext.)    | MaliVai Washington               | Gustavo Kuerten                | 3-6, 7-66, 7-63, 6-3         | Parcours |
| 4                                                                                    | 07-02-1997 | Ribeirão Preto         | Terre (ext.)    | Jaime Oncins Gustavo Kuerten     | Alex O'Brien Richey Reneberg   | 6-2, 6-4, 7-5                | Parcours |
| 4                                                                                    | 07-02-1997 | Ribeirão Preto         | Terre (ext.)    | Jim Courier                      | Gustavo Kuerten                | 6-3, 6-2, 5-7, 7-611         | Parcours |
|                                                                                      |            |                        |                 |                                  |                                |                              |          |
| 1997 – Barrage (groupe mondial) – Brésil - Nouvelle-Zélande – 5 : 0                  |            |                        |                 |                                  |                                |                              |          |
| 5                                                                                    | 19-09-1997 | Florianópolis          | Terre (ext.)    | Gustavo Kuerten                  | Alistair Hunt                  | 7-5, 6-3, 6-1                |          |
| 5                                                                                    | 19-09-1997 | Florianópolis          | Terre (ext.)    | Jaime Oncins Gustavo Kuerten     | Alistair Hunt Brett Steven     | 6-0, 6-2, 6-0                |          |
| 5                                                                                    | 19-09-1997 | Florianópolis          | Terre (ext.)    | Gustavo Kuerten                  | Brett Steven                   | 6-1, 6-0                     |          |
|                                                                                      |            |                        |                 |                                  |                                |                              |          |
| 1998 – Premier tour (groupe mondial) – Brésil - Espagne – 2 : 3                      |            |                        |                 |                                  |                                |                              |          |
| 6                                                                                    | 03-04-1998 | Moionhos de Vento Park | Terre (ext.)    | Gustavo Kuerten                  | Carlos Moyà                    | 5-7, 1-6, 6-4, 6-4, 6-4      | Parcours |
| 6                                                                                    | 03-04-1998 | Moionhos de Vento Park | Terre (ext.)    | Jaime Oncins Gustavo Kuerten     | Àlex Corretja Javier Sánchez   | 6-1, 7-5, 3-6, 6-2           | Parcours |
| 6                                                                                    | 03-04-1998 | Moionhos de Vento Park | Terre (ext.)    | Àlex Corretja                    | Gustavo Kuerten                | 6-3, 7-5, 4-6, 6-4           | Parcours |
|                                                                                      |            |                        |                 |                                  |                                |                              |          |
| 1998 – Barrage (groupe mondial) – Brésil - Roumanie – 3 : 0                          |            |                        |                 |                                  |                                |                              |          |
| 7                                                                                    | 25-09-1998 | Florianópolis          | Terre (ext.)    | Gustavo Kuerten                  | Adrian Voinea                  | 7-5, 6-3, 6-3                |          |
| 7                                                                                    | 25-09-1998 | Florianópolis          | Terre (ext.)    | Jaime Oncins Gustavo Kuerten     | Andrei Pavel Gabriel Trifu     | 7-5, 6-4, 6-4                |          |
|                                                                                      |            |                        |                 |                                  |                                |                              |          |
| 1999 – Premier tour (groupe mondial) – Espagne - Brésil – 2 : 3                      |            |                        |                 |                                  |                                |                              |          |
| 8                                                                                    | 02-04-1999 | Lérida                 | Terre (ext.)    | Gustavo Kuerten                  | Àlex Corretja                  | 6-3, 6-4, 7-5                | Parcours |
| 8                                                                                    | 02-04-1999 | Lérida                 | Terre (ext.)    | Jaime Oncins Gustavo Kuerten     | Àlex Corretja Albert Costa     | 6-2, 5-7, 4-6, 6-4, 6-3      | Parcours |
| 8                                                                                    | 02-04-1999 | Lérida                 | Terre (ext.)    | Gustavo Kuerten                  | Carlos Moyà                    | 6-2, 6-4, 6-1                | Parcours |
|                                                                                      |            |                        |                 |                                  |                                |                              |          |
| 1999– Quarts de finale (groupe mondial) – France - Brésil– 3 : 2                     |            |                        |                 |                                  |                                |                              |          |
| 9                                                                                    | 16-07-1999 | Pau                    | Moquette (int.) | Gustavo Kuerten                  | Sébastien Grosjean             | 6-2, 6-74, 7-65, 6-75, 9-7   |          |
| 9                                                                                    | 16-07-1999 | Pau                    | Moquette (int.) | Olivier Delaitre Fabrice Santoro | Jaime Oncins Gustavo Kuerten   | 7-65, 6-4, 6-2               |          |
| 9                                                                                    | 16-07-1999 | Pau                    | Moquette (int.) | Cédric Pioline                   | Gustavo Kuerten                | 6-3, 6-4, 6-4                |          |
|                                                                                      |            |                        |                 |                                  |                                |                              |          |
| 2000 – Premier tour (groupe mondial) – Brésil - France – 4 : 1                       |            |                        |                 |                                  |                                |                              |          |
| 10                                                                                   | 04-02-2000 | Florianópolis          | Terre (ext.)    | Gustavo Kuerten                  | Jérôme Golmard                 | 6-3, 3-6, 6-3, 6-2           | Parcours |
| 10                                                                                   | 04-02-2000 | Florianópolis          | Terre (ext.)    | Jaime Oncins Gustavo Kuerten     | Nicolas Escudé Cédric Pioline  | 6-4, 6-4, 6-4                | Parcours |
| 10                                                                                   | 04-02-2000 | Florianópolis          | Terre (ext.)    | Nicolas Escudé                   | Gustavo Kuerten                | 6-2, 7-63                    | Parcours |
|                                                                                      |            |                        |                 |                                  |                                |                              |          |
| 2000 – Quarts de finale (groupe mondial) – Brésil - Slovaquie – 3 : 2                |            |                        |                 |                                  |                                |                              |          |
| 11                                                                                   | 07-04-2000 | Rio de Janeiro         | Terre (ext.)    | Gustavo Kuerten                  | Karol Kučera                   | 2-6, 6-3, 4-6, 7-5, 6-1      |          |
| 11                                                                                   | 07-04-2000 | Rio de Janeiro         | Terre (ext.)    | Jaime Oncins Gustavo Kuerten     | Dominik Hrbatý Karol Kučera    | 6-3, 2-6, 6-2, 6-3           |          |
| 11                                                                                   | 07-04-2000 | Rio de Janeiro         | Terre (ext.)    | Dominik Hrbatý                   | Gustavo Kuerten                | 7-5, 6-4, 7-65               |          |
|                                                                                      |            |                        |                 |                                  |                                |                              |          |
| 2000 – Demi-finales (groupe mondial) – Australie - Brésil – 5 : 0                    |            |                        |                 |                                  |                                |                              |          |
| 12                                                                                   | 14-07-2000 | Brisbane               | Gazon (ext.)    | Patrick Rafter                   | Gustavo Kuerten                | 6-3, 6-2, 6-3                |          |
| 12                                                                                   | 14-07-2000 | Brisbane               | Gazon (ext.)    | Sandon Stolle Mark Woodforde     | Jaime Oncins Gustavo Kuerten   | 6-73, 6-4, 3-6, 6-3, 6-4     |          |
|                                                                                      |            |                        |                 |                                  |                                |                              |          |
| 2001 – Premier tour (groupe mondial) – Brésil - Maroc – 4 : 1                        |            |                        |                 |                                  |                                |                              |          |
| 13                                                                                   | 09-02-2001 | Rio de Janeiro         | Terre (ext.)    | Gustavo Kuerten                  | Karim Alami                    | 6-74, 6-4, 3-6, 6-1, 6-2     | Parcours |
| 13                                                                                   | 09-02-2001 | Rio de Janeiro         | Terre (ext.)    | Gustavo Kuerten                  | Mounir El Aarej                | 6-2, 6-2                     | Parcours |
|                                                                                      |            |                        |                 |                                  |                                |                              |          |
| 2001 – Quarts de finale (groupe mondial) – Brésil - Australie – 1 : 3                |            |                        |                 |                                  |                                |                              |          |
| 14                                                                                   | 06-04-2001 | Florianópolis          | Terre (ext.)    | Gustavo Kuerten                  | Patrick Rafter                 | 4-6, 6-4, 7-61, 2-1(ab)      |          |
| 14                                                                                   | 06-04-2001 | Florianópolis          | Terre (ext.)    | Lleyton Hewitt Patrick Rafter    | Jaime Oncins Gustavo Kuerten   | 7-67, 7-63, 7-65             |          |
| 14                                                                                   | 06-04-2001 | Florianópolis          | Terre (ext.)    | Lleyton Hewitt                   | Gustavo Kuerten                | 7-65, 6-3, 7-65              |          |
|                                                                                      |            |                        |                 |                                  |                                |                              |          |
| 2002 – Barrage (groupe mondial) – Brésil - Canada – 4 : 0                            |            |                        |                 |                                  |                                |                              |          |
| 15                                                                                   | 20-09-2002 | Rio de Janeiro         | Terre (ext.)    | Gustavo Kuerten                  | Daniel Nestor                  | 6-4, 7-610, 6-0              |          |
| 15                                                                                   | 20-09-2002 | Rio de Janeiro         | Terre (ext.)    | André Sá Gustavo Kuerten         | Daniel Nestor Simon Larose     | 4-6, 7-65, 6-1, 4-6, 6-2     |          |
|                                                                                      |            |                        |                 |                                  |                                |                              |          |
| 2003 – Premier tour (groupe mondial) – Suède - Brésil – 3 : 2                        |            |                        |                 |                                  |                                |                              |          |
| 16                                                                                   | 07-02-2003 | Helsingborg            | Moquette (int.) | Gustavo Kuerten                  | Andreas Vinciguerra            | 6-1, 6-4, 6-4                |          |
| 16                                                                                   | 07-02-2003 | Helsingborg            | Moquette (int.) | André Sá Gustavo Kuerten         | Jonas Björkman Magnus Larsson  | 6-4, 2-6, 5-7, 6-2, 6-2      |          |
| 16                                                                                   | 07-02-2003 | Helsingborg            | Moquette (int.) | Jonas Björkman                   | Gustavo Kuerten                | 6-4, 6-4, 4-6, 4-6, 6-1      |          |
|                                                                                      |            |                        |                 |                                  |                                |                              |          |
| 2003 – Barrage (groupe mondial) – Canada - Brésil – 3 : 2                            |            |                        |                 |                                  |                                |                              |          |
| 17                                                                                   | 19-09-2003 | Calgary                | Moquette (int.) | Daniel Nestor                    | Gustavo Kuerten                | 6-77, 7-60, 6-3, 6-77, 7-5   |          |
| 17                                                                                   | 19-09-2003 | Calgary                | Moquette (int.) | Daniel Nestor Frederic Niemeyer  | André Sá Gustavo Kuerten       | 6-3, 6-2, 1-6, 6-2           |          |
| 17                                                                                   | 19-09-2003 | Calgary                | Moquette (int.) | Gustavo Kuerten                  | Simon Larose                   | 7-64, 7-64, 3-6, 7-610       |          |
|                                                                                      |            |                        |                 |                                  |                                |                              |          |
| 2005 – Demi-Finales (groupe Sud-Américain) – Brésil - Antilles néerlandaises – 5 : 0 |            |                        |                 |                                  |                                |                              |          |
| 18                                                                                   | 15-07-2005 | Santa Catarina         |                 | Gustavo Kuerten                  | Alexander Blom                 | 6-1, 6-3, 6-2                |          |
| 18                                                                                   | 15-07-2005 | Santa Catarina         | Gustavo Kuerten | Raoul Behr                       | 6-0, 6-2                       |                              |          |
|                                                                                      |            |                        |                 |                                  |                                |                              |          |
| 2005 – Finale (groupe Sud-Américain) – Uruguay - Brésil – 3 : 2                      |            |                        |                 |                                  |                                |                              |          |
| 19                                                                                   | 23-09-2005 | Montevideo             | Terre (ext.)    | Gustavo Kuerten                  | Marcel Felder                  | 6-1, 6-0, 3-6, 6-4           |          |
| 19                                                                                   | 23-09-2005 | Montevideo             | Terre (ext.)    | André Sá Gustavo Kuerten         | Pablo Cuevas Martin Vilarrubi  | 3-6, 6-3, 6-4, 6-4           |          |
| 19                                                                                   | 23-09-2005 | Montevideo             | Terre (ext.)    | Pablo Cuevas                     | Gustavo Kuerten                | 7-65, 0-0(ab)                |          |
|                                                                                      |            |                        |                 |                                  |                                |                              |          |
| 2006 – Quarts de finale (groupe Sud-Américain) – Pérou - Brésil – 2 : 3              |            |                        |                 |                                  |                                |                              |          |
| 20                                                                                   | 10-02-2006 | Lima                   | Terre (ext.)    | André Sá Gustavo Kuerten         | Luis Horna Ivan Miranda        | 4-6, 7-66, 6-4, 5-7, 6-3     |          |
|                                                                                      |            |                        |                 |                                  |                                |                              |          |
| 2006 – Barrage (groupe mondial) – Brésil - Suède – 1 : 3                             |            |                        |                 |                                  |                                |                              |          |
| 21                                                                                   | 22-09-2006 | Montevideo             | Terre (ext.)    | Simon Aspelin Jonas Björkman     | André Sá Gustavo Kuerten       | 6-76, 6-3, 6-2, 7-5          |          |
|                                                                                      |            |                        |                 |                                  |                                |                              |          |
| 2007 – Demi-finales (groupe Sud-Américain) – Brésil - Canada – 3 : 1                 |            |                        |                 |                                  |                                |                              |          |
| 22                                                                                   | 06-04-2007 | Florianópolis          | Terre (ext.)    | Daniel Nestor Frederic Niemeyer  | André Sá Gustavo Kuerten       | 4-6, 6-3, 6-4, 7-64          |          |
|                                                                                      |            |                        |                 |                                  |                                |                              |          |
| 2007 – Barrage (groupe mondial) – Autriche - Brésil – 4 : 1                          |            |                        |                 |                                  |                                |                              |          |
| 23                                                                                   | 21-09-2007 | Innsbruck              | Moquette (int.) | Julian Knowle Jürgen Melzer      | André Sá Gustavo Kuerten       | 6-1, 6-1, 6-4                |          |

Source : (en) Palmarès et statistiques de Gustavo Kuerten sur le site officiel de la Coupe Davis

### Aux Jeux olympiques
| Année | Lieu    | Surface | Tour                     | Adversaires                                                                                                 | Scores                               |
| ----- | ------- | ------- | ------------------------ | --- | ------------------------------------ |
| 2000  | Sydney  | Dur     | 1er tour 2e tour 1/8 1/4 | Bat Christophe Pognon Bat Rainer Schüttler no 59 Bat Ivan Ljubičić no 91 Battu par Ievgueni Kafelnikov no 8 | 6-1, 6-1 6-4, 6-4 7-62, 6-3 4-6, 5-7 |
| 2004  | Athènes | Dur     | 1er tour                 | Battu par Nicolás Massú no 14                                                                               | 3-6, 7-5, 4-6                        |

## Victoires sur des membres du top 10
Gustavo Kuerten a remporté trente-huit victoires face à des joueurs classés dans le top 10 mondial de 1997 à 2004. Il remporte son premier succès sur un no 1 mondial en 1999 contre Ievgueni Kafelnikov et en dominera deux autres dans sa carrière (Andre Agassi en 2000 et Roger Federer en 2004).
Paradoxalement, pour un spécialiste de terre battue, sur ses trente-huit victoires sur un membre du top 10, seulement 42,10 % sont obtenues sur terre battue. Kuerten a donc remporté la majorité de ses matchs contre l'élite sur des surfaces rapides, preuve de sa faculté d'adaptation aux différentes surfaces.
| #  | G. K. | Tournoi | Tournoi       | Année | Surface    | Adversaire | Adversaire          | Rang  | Tour | Score                    |
| -- | ----- | ------- | ------------- | ----- | ---------- | ---------- | ------------------- | ----- | ---- | ------------------------ |
| 1  | no 76 |         | Indian Wells  | 1997  | Dur        |            | Wayne Ferreira      | no 10 | 1/32 | 7-65, 1-6, 6-3           |
| 2  | no 66 |         | Roland-Garros | 1997  | Terre b.   |            | Thomas Muster       | no 5  | 1/16 | 6-73, 6-1, 6-3, 3-6, 6-4 |
| 3  | no 66 |         | Roland-Garros | 1997  | Terre b.   |            | Ievgueni Kafelnikov | no 3  | 1/4  | 6-2, 5-7, 2-6, 6-0, 6-4  |
| 4  | no 13 |         | Montréal      | 1997  | Dur (ext.) |            | Michael Chang       | no 2  | 1/2  | 6-3, 6-1                 |
| 5  | no 26 |         | Stuttgart     | 1998  | Terre b.   |            | Carlos Moyà         | no 4  | 1/2  | 7-66, 6-4                |
| 6  | no 27 |         | Long Island   | 1998  | Dur (ext.) |            | Marcelo Ríos        | no 2  | 1/32 | 6-3, 7-64                |
| 7  | no 25 |         | Majorque      | 1998  | Terre b.   |            | Carlos Moyà         | no 5  | F    | 6-75, 6-2, 6-3           |
| 8  | no 23 |         | Sydney        | 1999  | Dur (ext.) |            | Greg Rusedski       | no 8  | 1/32 | 1-6, 6-3, 6-4            |
| 9  | no 22 |         | Indian Wells  | 1999  | Dur (ext.) |            | Ievgueni Kafelnikov | no 2  | 1/32 | 0-6, 7-64, 6-4           |
| 10 | no 22 |         | Indian Wells  | 1999  | Dur (ext.) |            | Richard Krajicek    | no 8  | 1/4  | 6-4, 6-4                 |
| 11 | no 18 |         | Coupe Davis   | 1999  | Terre b.   |            | Carlos Moyà         | no 2  | 1/8  | 6-2, 6-4, 6-1            |
| 12 | no 18 |         | Coupe Davis   | 1999  | Terre b.   |            | Àlex Corretja       | no 6  | 1/8  | 6-3, 6-4, 7-5            |
| 13 | no 14 |         | Rome          | 1999  | Terre b.   |            | Ievgueni Kafelnikov | no 1  | 1/16 | 7-5, 6-1                 |
| 14 | no 14 |         | Rome          | 1999  | Terre b.   |            | Àlex Corretja       | no 7  | 1/2  | 6-4, 6-2                 |
| 15 | no 14 |         | Rome          | 1999  | Terre b.   |            | Patrick Rafter      | no 4  | F    | 6-4, 7-5, 7-66           |
| 16 | no 3  |         | Masters       | 1999  | Dur (int.) |            | Nicolás Lapentti    | no 8  | RR   | 6-1, 6-2                 |
| 17 | no 6  |         | Miami         | 2000  | Dur (ext.) |            | Andre Agassi        | no 1  | 1/2  | 6-1, 6-4                 |
| 18 | no 7  |         | Hambourg      | 2000  | Terre b.   |            | Magnus Norman       | no 4  | 1/4  | 6-4, 6-2                 |
| 19 | no 5  |         | Roland-Garros | 2000  | Terre b.   |            | Ievgueni Kafelnikov | no 4  | 1/4  | 6-3, 3-6, 4-6, 6-4, 6-2  |
| 20 | no 5  |         | Roland-Garros | 2000  | Terre b.   |            | Magnus Norman       | no 3  | F    | 6-2, 6-3, 2-6, 7-66      |
| 21 | no 2  |         | Indianapolis  | 2000  | Dur (ext.) |            | Lleyton Hewitt      | no 9  | 1/2  | 7-5, 6-2                 |
| 22 | no 2  |         | Indianapolis  | 2000  | Dur (ext.) |            | Marat Safin         | no 7  | F    | 3-6, 7-62, 7-62          |
| 23 | no 2  |         | Masters       | 2000  | Dur (int.) |            | Magnus Norman       | no 4  | RR   | 7-5, 6-3                 |
| 24 | no 2  |         | Masters       | 2000  | Dur (int.) |            | Ievgueni Kafelnikov | no 5  | RR   | 6-3, 6-4                 |
| 25 | no 2  |         | Masters       | 2000  | Dur (int.) |            | Pete Sampras        | no 3  | 1/2  | 6-75, 6-3, 6-4           |
| 26 | no 2  |         | Masters       | 2000  | Dur (int.) |            | Andre Agassi        | no 8  | F    | 6-4, 6-4, 6-4            |
| 27 | no 1  |         | Coupe Davis   | 2001  | Terre b.   |            | Patrick Rafter      | no 8  | 1/8  | 4-6, 7-62, 6-4, 2-1 ab.  |
| 28 | no 1  |         | Roland-Garros | 2001  | Terre b.   |            | Ievgueni Kafelnikov | no 7  | 1/4  | 6-1, 3-6, 7-63, 6-4      |
| 29 | no 1  |         | Roland-Garros | 2001  | Terre b.   |            | Juan Carlos Ferrero | no 4  | 1/2  | 6-4, 6-4, 6-3            |
| 30 | no 1  |         | Cincinnati    | 2001  | Dur (ext.) |            | Ievgueni Kafelnikov | no 6  | 1/4  | 6-4, 3-6, 6-4            |
| 31 | no 1  |         | Cincinnati    | 2001  | Dur (ext.) |            | Tim Henman          | no 8  | 1/2  | 6-2, 1-6, 7-64           |
| 32 | no 1  |         | Cincinnati    | 2001  | Dur (ext.) |            | Patrick Rafter      | no 7  | F    | 6-1, 6-3                 |
| 33 | no 1  |         | Indianapolis  | 2001  | Dur (ext.) |            | Tim Henman          | no 9  | 1/4  | 3-6, 6-1, 7-5            |
| 34 | no 46 |         | US Open       | 2002  | Dur (ext.) |            | Marat Safin         | no 2  | 1/64 | 6-4, 6-4, 7-5            |
| 35 | no 40 |         | Lyon          | 2002  | Dur (int.) |            | Marat Safin         | no 4  | 1/4  | 7-5, 4-6, 7-63           |
| 36 | no 24 |         | Indian Wells  | 2003  | Dur (ext.) |            | Roger Federer       | no 4  | 1/32 | 7-5, 7-63                |
| 37 | no 30 |         | Roland-Garros | 2004  | Terre b.   |            | Roger Federer       | no 1  | 1/16 | 6-4, 6-4, 6-4            |
| 38 | no 23 |         | Toronto       | 2004  | Dur (ext.) |            | Tim Henman          | no 5  | 1/32 | 7-5, 6-4                 |

## Confrontations avec ses rivaux
Confrontations lors des différents tournois ATP depuis 1997 avec ses principaux adversaires (minimum dix confrontations). Mis à jour le 11 mars 2016.
| Joueur              | Meilleur classement | Confrontations | Victoires | Défaites | Pourcentage de victoires | Dernière confrontation                                    |
| ------------------- | ------------------- | -------------- | --------- | -------- | ------------------------ | --------------------------------------------------------- |
| Guillermo Cañas     | 8                   | 7              | 7         | 0        | 100                      | victoire (6-3, 6-72, 6-3) à Barcelone 2004                |
| Thomas Muster       | 1                   | 3              | 3         | 0        | 100                      | victoire (6-2, 6-4) à Indian Wells 1999                   |
| Sergi Bruguera      | 3                   | 3              | 3         | 0        | 100                      | victoire (6-4, 6-1) à Bogota 2000                         |
| Tommy Haas          | 2                   | 6              | 5         | 1        | 83                       | victoire (7-64, 7-61) à Cincinnati 2001                   |
| Àlex Corretja       | 2                   | 9              | 7         | 2        | 78                       | victoire (6-77, 7-63, 7-5) à Auckland 2004                |
| Albert Costa        | 6                   | 8              | 6         | 2        | 75                       | défaite (4-6, 5-7, 4-6) à Roland-Garros 2002              |
| Goran Ivanišević    | 2                   | 8              | 6         | 2        | 75                       | victoire (6-2, 6-4) à Indian Wells 2003                   |
| Wayne Ferreira      | 9                   | 7              | 5         | 2        | 71                       | défaite (6-74, 4-6) à Hambourg 2003                       |
| Magnus Norman       | 2                   | 10             | 7         | 3        | 70                       | victoire (6-3, 6-2) à Costa do Sauípe 2003                |
| Nicolás Lapentti    | 6                   | 6              | 4         | 2        | 67                       | victoire (6-4, 6-76, 6-3) à Stuttgart 2001                |
| Roger Federer       | 1                   | 3              | 2         | 1        | 67                       | victoire (6-4, 6-4, 6-4) à Roland-Garros 2004             |
| Michael Chang       | 2                   | 5              | 3         | 2        | 60                       | victoire (6-1, 6-1) à Rome 2001                           |
| Ievgueni Kafelnikov | 1                   | 12             | 7         | 5        | 58                       | défaite (6-2, 4-6, 6-3) au Masters 2001                   |
| Félix Mantilla      | 10                  | 7              | 4         | 3        | 57                       | victoire (7-61, 6-3) à Barcelone 2003                     |
| Carlos Moyà         | 1                   | 7              | 4         | 3        | 57                       | défaite (6-78; 1-6) à Buenos Aires 2003                   |
| Marat Safin         | 1                   | 7              | 4         | 3        | 57                       | victoire (7-5, 4-6, 7-63) à Lyon 2003                     |
| Patrick Rafter      | 1                   | 8              | 4         | 4        | 50                       | défaite (2-4 ab.) à Indianapolis 2001                     |
| Gastón Gaudio       | 5                   | 6              | 3         | 3        | 50                       | victoire (3-6, 7-65, 2-1 ab.) à Barcelone 2004            |
| Mark Philippoussis  | 8                   | 4              | 2         | 2        | 50                       | victoire (6-75, 7-611, 7-61) à Paris-Bercy 2003           |
| Marcelo Ríos        | 1                   | 4              | 2         | 2        | 50                       | victoire (6-4, 2-1 ab.) à Monte-Carlo 2001                |
| Juan Carlos Ferrero | 1                   | 5              | 2         | 3        | 40                       | défaite (4-6, 4-6) à Barcelone 2003                       |
| Tim Henman          | 4                   | 8              | 3         | 5        | 38                       | défaite (3-6, 3-6) à Rome 2005                            |
| Andre Agassi        | 1                   | 11             | 4         | 7        | 37                       | défaite (6-73, 6-3, 4-6) à Los Angeles 2002               |
| Sébastien Grosjean  | 4                   | 6              | 2         | 4        | 33                       | défaite (1-6, 5-7) à Miami 2008                           |
| Jonas Björkman      | 4                   | 3              | 1         | 2        | 33                       | défaite (4-6, 4-6, 6-4, 6-4, 1-6) en Coupe Davis 03       |
| Pete Sampras        | 1                   | 3              | 1         | 2        | 33                       | défaite (6-75, 6-3, 6-4) au Masters 2000                  |
| Lleyton Hewitt      | 1                   | 4              | 1         | 3        | 25                       | défaite (3-6, 4-6) à Cincinnati 2004                      |
| Greg Rusedski       | 4                   | 5              | 1         | 4        | 20                       | défaite (6-4, 4-6, 3-6, 6-2, 7-9) à l’Open d'Australie 01 |
| Cédric Pioline      | 6                   | 3              | 0         | 3        | 0                        | défaite (6-4, 6-76, 6-714, 6-78) à l'US Open 1999         |

## Matchs principaux
- Disputés à Roland-Garros :
  - Roland-Garros 1997
    - Troisième tour : bat l'Autrichien Thomas Muster (no 5) (6-73, 6-1, 6-3, 3-6, 6-4). Breaké dans le dernier set 3-0, Kuerten remporte la partie contre le vainqueur de l'édition 1995 et se révèle sur le court numéro un.
    - Quart de finale : bat le Russe Ievgueni Kafelnikov (no 3) (6-2, 5-7, 2-6, 6-0, 6-4). Encore breaké dans le cinquième set, Kuerten inverse à nouveau la tendance contre le tenant du titre et devient le premier joueur Brésilien à se qualifier pour les demi-finales d'un Grand Chelem.
    - Finale : bat l'Espagnol Sergi Bruguera (no 19) (6-3, 6-4, 6-2). Gustavo Kuerten domine son troisième ancien vainqueur du tournoi en survolant la rencontre. Il remporte à vingt ans son premier titre du Grand Chelem et reçoit des mains de Björn Borg et Guillermo Vilas la coupe des Mousquetaires.

  - Roland-Garros 1998
    - Deuxième tour : perd contre le Russe Marat Safin (no 116) (6-3, 6-75, 6-3, 1-6, 4-6). Un an après son titre Porte d'Auteuil, Kuerten ne parvient pas à confirmer débordé par la puissance du jeune Russe de dix-huit ans Marat Safin. Il s'incline en cnq sets.

  - Roland-Garros 1999
    - Quart de finale : perd contre l'Ukrainien Andrei Medvedev (no 100) (5-7, 4-6, 4-6). Grand favori du tournoi, Kuerten arrive très sûr de lui en quarts de finale après des victoires faciles. Opposé à Andrei Medvedev peu performant depuis près de deux ans, Kuerten s'incline en trois manches sèches face au futur finaliste.

  - Roland-Garros 2000
    - Quart de finale : bat le Russe Ievgueni Kafelnikov no 4 (6-3, 3-6, 4-6, 6-4, 6-2). En difficulté face au Russe qui pratique son meilleur tennis, Kuerten réussit à imposer peu à peu son jeu de fond de court et inverse la tendance pour l'emporter en cinq manches.
    - Demi-finale : bat l'Espagnol Juan Carlos Ferrero no 16 (7-5, 4-6, 2-6, 6-4, 6-3). Kuerten est mis en difficulté par le jeu très lourd du jeune Espagnol qui se révèle au cours de ce tournoi mais comme lors du tour précédent, Kuerten reprend le dessus dans l'échange grâce à la variété de son jeu et se qualifie en cinq manches pour sa deuxième finale en Grand Chelem.
    - Finale : bat le Suédois Magnus Norman no 3 (6-2, 6-3, 2-6, 7-66). Kuerten survole les deux premières manches et se dirige vers une victoire facile quand le Suédois retrouve sa mobilité et plus de précision en coup droit. Le match devient vite indécis quand Norman remporte le troisième set facilement et s'installe par la suite un combat entre deux joueurs qui ne lâchent rien. Kuerten excédé après ce qu'il estime être une erreur d'arbitrage sur sa première balle de match, parvient à retrouver ses nerfs et remporte son deuxième titre à Roland-Garros en quatre manches après 4h de jeu et onze balles de matchs.

  - Roland-Garros 2001
    - Huitièmes de finale : bat l'Américain Michael Russell no 122 (3-6, 4-6, 7-63, 6-3, 6-1). Surpris par le jeu de contreur de l'Américain passé par les qualifications, Kuerten passe à un point de la défaite en trois sets. Il parvient à sauver cette balle de match au terme d'un échange très compliqué qui le relance psychologiquement. Il s'impose finalement en survolant les deux derniers sets. À l'issue de ce match, Kuerten trace avec sa raquette un cœur sur le central afin d'exprimer toute sa gratitude envers le public parisien qui l'as soutenu durant la rencontre.
    - Finale : bat l'Espagnol Àlex Corretja no 13 (6-73, 7-5, 6-0, 6-2). Après deux premiers sets très accrochés, Kuerten parvient à prendre la mesure de l'Espagnol et remporte son troisième titre du Grand Chelem. Il trace à nouveau un cœur sur le central.

  - Roland-Garros 2004
    - Troisième tour : bat le Suisse Roger Federer no 1 (6-4, 6-4, 6-4). À la croisée des chemins depuis trois ans et son opération de la hanche, Kuerten surprend en dominant le no 1 mondial Roger Federer en trois sets après une démonstration digne de la grande époque.

  - Roland-Garros 2008
    - Premier tour : perd contre le Français Paul-Henri Mathieu no 19 (3-6, 4-6, 2-6). Le dernier match en simple de la carrière de Kuerten. Il reçoit un trophée qui représente la terre battue de Roland-Garros durant la cérémonie en son honneur qui s'ensuit sur le court central de ses exploits.
- Disputés dans un autre tournoi du Grand chelem :
  - US Open 1999
    - Quart de finale : perd contre le Français Cédric Pioline no 26 (6-4, 6-76, 6-714, 6-78). Dans une rencontre qui sera considérée comme l'une des plus belles de l'année 1999, Pioline oppose une résistance inattendue à Kuerten. Les deux hommes disputent notamment un tie-break mémorable lors du troisième set marqué par un passing bout de course du Français après un long échange qui forcera le Brésilien à aller le féliciter dans sa partie du terrain.

  - US Open 2001
    - Troisième tour : bat le Biélorusse Max Mirnyi no 44 (6-75, 5-7, 7-64, 7-63, 6-2). Le Brésilien réussit à s'extirper d'une situation compromise contre le serveur-volleyeur bielorusse et s'impose en cinq manches au bout de quatre heures de jeu.
- Disputés en Coupe Davis :
  - Coupe Davis 1999
    - Premier tour entre l'Espagne et le Brésil : bat Àlex Corretja no 6 (6-3, 6-4, 7-5). Dans un match tendu et un climat hostile à la suite des déclarations faites par Corretja l'année précédente à l'issue du premier tour que l'Espagne avait remportée au Brésil concernant le comportement douteux du public et des joueurs Brésiliens, Kuerten survole la rencontre et permet à son pays de mener 1-0.
    - Premier tour entre l'Espagne et le Brésil : bat Carlos Moyà no 2 (6-2, 6-4, 6-1). Kuerten réalise une démonstration de jeu sur terre battue qui permet au Brésil de franchir le premier tour face à l'une des équipes favorites de la compétition.
    - Quart de finale entre la France et le Brésil : bat Sébastien Grosjean no 34 (6-2, 6-74, 7-65, 6-75, 9-7). Face à un Grosjean accrocheur sur surface rapide, Kuerten parvient à s'imposer au bout du suspens 9-7 dans le cinquième set après avoir sauvé deux balles de match.

  - Coupe Davis 2001
    - Quart de finale entre le Brésil et l'Australie : perd contre Lleyton Hewitt no 7 (6-75, 3-6, 6-73). Kuerten concède l'une des défaites les plus dures sur terre battue chez lui à Florianópolis contre Lleyton Hewitt en trois manches.
- Disputés en Masters Cup :
  - Masters Cup 2000
    - Demi-finale : bat l'Américain Pete Sampras no 3 (6-75, 6-3, 6-4). Face à Sampras qu'il n'a jamais battu auparavant, Kuerten trouve la solution face au service de l'Américain favorisé par les conditions de jeu Indoor en retournant loin derrière sa ligne. Il remporte un match accroché en trois manches lui permettant de se qualifier pour la finale de la Masters Cup.
    - Finale : bat l'Américain Andre Agassi no 8 (6-4, 6-4, 6-4). Kuerten devient au terme d'une rencontre d'une rencontre dominée de bout en bout le premier et le seul joueur à battre Sampras et Agassi dans un même tournoi. Cette victoire dans la Masters Cup devant le public lusophone de Lisbonne lui permet de conquérir et de terminer la saison à la première place mondiale. Une première pour un Sud-Américain.
- Disputés dans d'autres tournois :
  - Monte-Carlo Open 1999
    - Finale : bat le Chilien Marcelo Ríos no 13 (6-4, 2-1 ab.). Dans la première finale 100 % Sud-Américaine d'un tournoi de catégorie Super 9, Kuerten profite de l'abandon du Chilien pour remporter son premier tournoi de cette importance.

  - Masters Series de Miami 2000
    - Finale : perd contre l'Américain Pete Sampras no 2 (1-6, 7-62, 6-75, 6-78). Dans un match très accroché durant lequel Kuerten fait étalage de ses progrès sur dur, le Brésilien subit une erreur d'arbitrage lors d'une balle de set durant le tie-break du quatrième set. Sampras remporte la victoire dans la foulée.

  - Masters Series de Hambourg 2000
    - Finale : bat le Russe Marat Safin no 14 (6-4, 5-7, 6-4, 5-7, 7-63). Au terme d'une finale très accrochée contre Safin au cours de laquelle il sauve deux balles de match, Kuerten remporte le troisième Masters Series de sa carrière et intègre à vingt-trois ans, le cercle des joueurs ayant gagnés les tournois les plus importants sur terre battue.

  - Tournoi d'Indianapolis 2000
    - Finale : bat le Russe Marat Safin no 7 (3-6, 7-62, 7-62). Dans une nouvelle rencontre très accrochée contre Marat Safin, Kuerten remporte son premier titre sur dur.

  - Masters Series de Cincinnati 2001
    - Finale : bat l'Australien Patrick Rafter no 7 (6-1, 6-3). Au terme d'une finale à sens unique, Kuerten remporte son premier Masters Series sur dur.